# ベレッタ GLX160
ベレッタGLX160は、ベレッタが2000年代にARX160アサルトライフル等と合わせて開発した、単発式40mmアンダーマウントグレネードランチャーである。イタリア軍の「将来歩兵」（イタリア語: Soldato Futuro）計画の一環として開発された。

## 歴史
2013年2月、アルゼンチン軍がARX160アサルトライフルとGLX160グレネードランチャーを受領し、特殊部隊による評価が行われた。

## 特徴
ベレッタGLX160はアンダーマウントグレネードランチャーとして、ARX160アサルトライフルやベレッタARX-200バトルライフル等のハンドガード下部に装着できる。AR70/90やM16といった旧式銃にも装着可能である。後付けのピストルグリップと伸縮式ストックを取り付けて、スタンドアローン型の肩撃ち式グレネードランチャーに変換することもできる。
小銃への装着時には、M203と同様にトリガーが小銃の弾倉の前に位置することになるので、射撃時にはグリップの代わりに弾倉を握ることになる。機構的には、弾薬を装填するためのスライドバレルと後部の発射機構に分かれている。バレルはスライド式であり、バレルカバー後部のロックボタンを押してバレルを前進させ、バレルを回してロックを解除すると、バレル後部から弾薬を装填できる。またバレル側のレール内にあるロックを解除するとバレルを完全にレールから分離させることが可能であり、レールの可動域を上回る長さの弾薬にも対応できる。
取り外し可能な距離計目盛り付き照準器が付属する。

## 派生型
派生型として、短銃身版のベレッタGLX160A1がある。日本の防衛省が20式5.56mm小銃の採用を発表した際に合わせて展示され、長らく展示のみであったが2025年の日米合同訓練で使用が確認された。

## 使用国
- アルバニア
  - 特殊部隊
- カザフスタン
  - 特殊部隊
- イタリア
  - イタリア軍
    - 2007年 - 200丁
    - 2009年 - 2,100丁[5]
    - 2011年 - 150丁
    - 2012年 - 少なくとも2,726丁
- 日本
  - 陸上自衛隊[3]
- メキシコ
- パラグアイ
  - 反薬物犯罪局
- タイ
  - タイ王国軍
- トルクメニスタン
  - トルクメニスタン軍[6]（1,680丁のARX160に付随して150丁のGLX160を購入）[7]